# دریاچه یوجوا
دریاچه یوجوا (به اسپانیایی: Lago de Yojoa) یک دریاچه و کوه در هندوراس است.